# Bryaksis
Bryaksis (2 poł. IV wiek p.n.e.) – rzeźbiarz grecki z Karii, mieszkający najprawdopodobniej w Atenach. Wraz z Skopasem, Timoteosem i Leocharesem pracował przy zdobieniu Mauzoleum w Halikarnasie. Odpowiedzialny był za udekorowanie północnej strony mauzoleum. Jego autorstwa są najprawdopodobniej posągi przedstawiające Mauzolosa i jego żonę Artemizję. Ponadto znany jest z rzeźb przedstawiających władcę Seleucydów Seleukosa Nikatora.